# Matej Jug

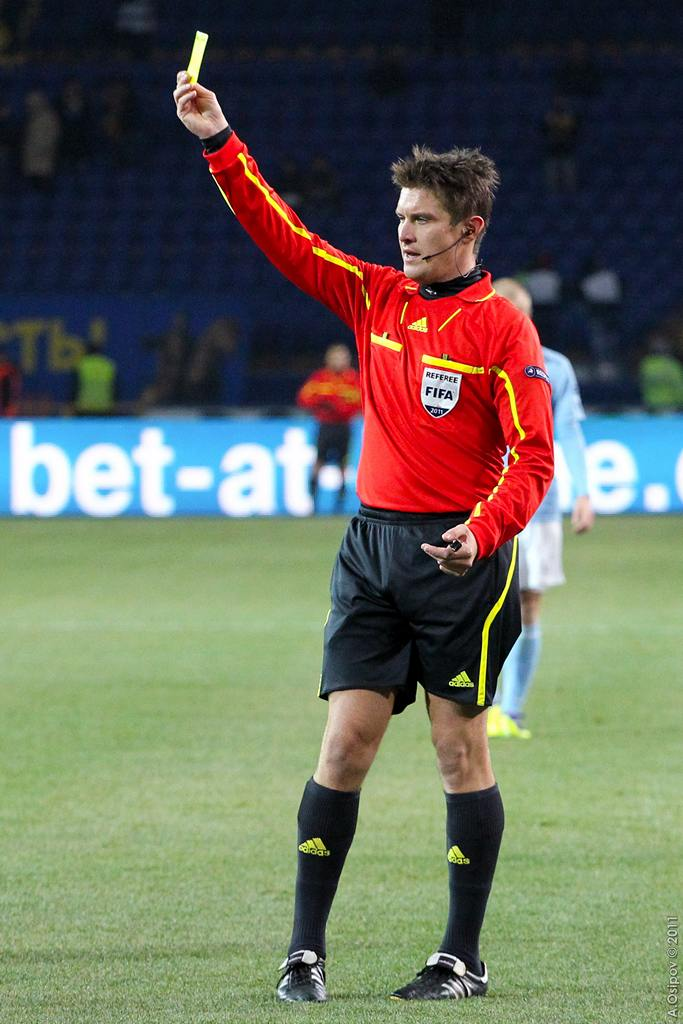
Matej Jug (2011)

Matej Jug (* 25. September 1980) ist ein slowenischer Fußballschiedsrichter.
Seit 2007 steht er auf der Liste der FIFA-Schiedsrichter und leitet internationale Fußballspiele.
In der Saison 2011/12 leitete Jug erstmals Spiele in der UEFA Europa League, in der Saison 2013/14 erstmals Spiele in der UEFA Champions League. Zudem pfiff er bereits Partien in der UEFA Nations League, in der EM-Qualifikation für die EM 2012, EM 2016 und EM 2021, in der europäischen WM-Qualifikation für die WM 2014 in Brasilien, die WM 2018 in Russland und die WM 2022 in Katar sowie Freundschaftsspiele.
Bei der Europameisterschaft 2012 in Polen und der Ukraine und bei der Europameisterschaft 2016 in Frankreich war Jug jeweils als Torrichter im Team von Damir Skomina sowie als Vierter Offizieller im Einsatz.
Zudem war er Schiedsrichter bei der U-19-Europameisterschaft 2010 in Frankreich, bei der U-21-Europameisterschaft 2013 in Israel und bei der U-17-Weltmeisterschaft 2015 in Chile.